# Malov Do
Malov Do (cyr. Малов До) – wieś w Czarnogórze, w gminie Kotor. W 2011 roku liczyła 8 mieszkańców.